# Fomboni
Fomboni is een stad op het eiland Mohéli behorend tot de Comoren. De stad heeft een inwoneraantal van 18.272 (volkstelling 2012) en is hiermee de vierde stad van de Comoren na Moroni, Mutsamudu en Domoni. Het is ook de grootste stad en de hoofdstad van het eiland Mohéli.